# Christopher Showerman
Christopher Clare Showerman (Jackson, 24 dicembre 1971) è un attore statunitense.

## Filmografia
| Anno | Titolo                                                             | Note                  |       |
| ---- | ------------------------------------------------------------------ | --------------------- | ----- |
| 2000 | Dumped                                                             | Direct-to-video       |       |
| 2001 | Frankenbabe                                                        | Cortometraggio        |       |
| 2003 | George re della giungla 2 (George of the Jungle 2)                 | Direct-to-video       |       |
| 2005 | The Gentle Barn                                                    | Cortometraggio        |       |
| 2006 | Sea of Fear                                                        |                       |       |
| 2008 | Big Game                                                           |                       |       |
| 2008 | Dead Country                                                       |                       |       |
| 2008 | Live Fast, Die Young                                               |                       |       |
| 2009 | The Land That Time Forgot                                          | Direct-to-video       |       |
| 2010 | Hole in One                                                        |                       |       |
| 2012 | The Temple                                                         |                       |       |
| 2012 | Commander and Chief                                                |                       |       |
| 2012 | Complacent                                                         |                       |       |
| 2012 | A Night at the Silent Movie Theater                                |                       |       |
| 2014 | This Ain't a Game                                                  | Cortometraggio        |       |
| 2014 | The Adventures of Captain Fantastic & Mega Mom                     | Cortometraggio        |       |
| 2014 | Obsessed                                                           | Cortometraggio        |       |
| 2014 | Between the Sand and the Sky                                       | Direct-to-video       |       |
| 2014 | A Fistful of Feathers                                              | Cortometraggio        |       |
| 2015 | Scooby-Doo! e il mostro marino (Scooby-Doo! and the Beach Beastie) | Direct-to-video       |       |
| 2015 | Batman: Personal Issues                                            | Cortometraggio        |       |
| 2015 | Radio America                                                      |                       |       |
| 2015 | Cyber Case                                                         |                       |       |
| 2015 | Of Fortune and Gold                                                |                       |       |
| 2015 | EP/Executive Protection                                            |                       |       |
| 2016 | Smoke Filled Lungs                                                 |                       |       |
| 2016 | Terror Tales                                                       | Segment: "Wraparound" |       |
| 2016 | Flagged                                                            | Cortometraggio        |       |
| 2017 | Lady Bug                                                           |                       |       |
| 2017 | Branded                                                            |                       |       |
| 2017 | The Waiting Room                                                   | Cortometraggio        |       |
| 2018 | Enter the Fire                                                     |                       |       |
| 2018 | Astro                                                              |                       |       |
| 2018 | Encounter                                                          |                       |       |
| 2018 | Double Blind                                                       |                       |       |
| 2019 | Vitals                                                             | [ 1 ]                 |       |
| 2019 | Change of Plans                                                    | Cortometraggio        |       |
| 2021 | The Method                                                         |                       |       |
| 2024 | Agent Recon                                                        |                       |       |
| 2024 | Stepmom from Hell                                                  |                       | [ 2 ] |

| Anno      | Titolo                                      | Ruolo                  | Note                                               |
| --------- | ------------------------------------------- | ---------------------- | -------------------------------------------------- |
| 2000      | Jack of All Trades                          | Extra                  | Non accreditato; Episodio: "Return of the Dragoon" |
| 2004      | The O.C.                                    | Impossibly Hot Fireman | Episodio: "The Strip"                              |
| 2006      | CSI: Miami                                  | Pete Nealy             | Episodio: "Driven"                                 |
| 2015      | Just Plain Dead                             | Wesley Wolfram         | TV Pilot                                           |
| 2016      | Supergirl                                   | Tor                    | 3 episodi                                          |
| 2016      | Scorpion                                    | Captain                | Episodio: "It Isn't the Fall That Kills You"       |
| 2017      | Agents of S.H.I.E.L.D.                      | Agent Moore            | Episodio: "No Regrets"                             |
| 2017      | Transplants                                 | Philip                 | Episodio: "Networking"                             |
| 2017      | Tales of Morrissa                           | Alex                   | 2 episodi                                          |
| 2017      | Versus                                      |                        | 4 episodi                                          |
| 2018      | Febbre d'amore (The Young and the Restless) | Officer Michael Hunter | 1 episodio                                         |
| 2019–2020 | Truth Be Told                               | C.O. Walters           | 2 episodi                                          |
| 2020      | The Dresden Files                           | John Marcone           | Episodio: "Peace Talks"                            |

| Anno | Titolo             | Ruolo       | Note  |
| ---- | ------------------ | ----------- | ----- |
| 2019 | The Little Mermaid | King Triton | [ 3 ] |

## Doppiatori italiani
Nella versione in lingua italiana dei suoi lavori, Christopher Showerman è stato doppiato da:
- Stefano Billi in CSI: Miami